# 1982 في فنلندا
فيما يلي قوائم الأحداث التي وقعت خلال عام 1982 في فنلندا.

## سياسة

### تعيين في المنصب
- 27 يناير – ماونو كويفيستو رئيس فنلندا.
- 19 فبراير – كاليفي سورسا رئيس وزراء فنلندا.

### انتهاء فترة المنصب
- 26 يناير – ماونو كويفيستو رئيس وزراء فنلندا.
- 27 يناير – أورهو ككونن رئيس فنلندا.

## مواليد

### مارس
- 19 مارس – فيل كونيستو لاعب كرة سلة فنلندي.

### نوفمبر
- 8 نوفمبر – ميكا كاليو متسابق دراجات نارية فنلندي.

### ديسمبر
- 19 ديسمبر – تيرو بتكاماكي

## وفيات

### أبريل
- 24 أبريل – فيلي ريتولا (مواليد 1896)

### مايو
- 24 مايو – تاونو بالو (مواليد 1908) ممثل فنلندي.